# 格拉本施泰特
格拉本施泰特是德国巴伐利亚州的一个市镇。总面积37.81平方公里，总人口4302人，其中男性2048人，女性2254人（2011年12月31日），人口密度114人/平方公里。